# Omrí (král)
Omrí (hebrejsky: עָמְרִי‎ Omri), v českých překladech Bible přepisováno též jako Amri, byl šestým králem Severního izraelského království. Jeho jméno se vykládá jako „Můj násilník“. Dle názoru moderních historiků a archeologů vládl asi v letech 884 až 873 př. n. l. Podle kroniky Davida Ganse by však jeho kralování mělo spadat do let 3010–3021 od stvoření světa neboli do rozmezí let 752–740 před naším letopočtem, což odpovídá 12 letům vlády, jak je uvedeno v První knize králů.
Omrí byl původně velitelem vojsk krále Ély. Když s vojskem obléhal město Gibetón, které bylo v držení Pelištejců, doslechl se o tom, že v Tirse byl jeho král zavražděn a trůnu se chopil Zimrí. Vojáci, kterým Omrí velel, se odmítli s tímto stavem smířit a ustanovili nad sebou za krále Omrího. Ten se svými vojáky odtáhl od Gibetónu a zaútočil na Tirsu – sídelní město severoizraelských králů. Když Zimrí viděl, že město bude dobyto, místo toho, aby se vzdal, zapálil královský dům a uhořel v něm. Z Tirsy pak nad územím severního Izraele začal vládnout Omrí, ale zpočátku jej za krále neuznali ti, kteří podporovali Tibního, o němž kromě jména nic bližšího nevíme. Poté, co Omrí ve vojenském střetu porazil Tibního a jeho podporovatele, upevnil svou moc. Mimo jiné též založil a vybudoval město Šomerón, které ustanovil za hlavní město severního Izraele místo Tirsy.
Omrí je první izraelský král, který je zmiňován na starověkých asyrských nápisech. Omrího jméno se též nalézá na proslulé Méšově stéle, jež byla v roce 1868 nalezena v rozvalinách moábského města Dibonu. I když se v očích ciziny těšil jistého uznání, bibličtí pisatelé jej vidí jako toho, kdo pokračoval v modlářství svých předchůdců a kdo je v páchání zla ještě předčil. Po smrti Omrího usedl na izraelský trůn v Šomronu jeho syn Achab.